# Hidrosjetva
Hidrosjetva je postupak sjetve u kojem se rabi hranjiva mješavina sjemenja i vlaknastog materijala (tzv. mulch), prikladna za zasijavanje površina pod nagibom. Mješavina se priprema i prevozi u spremnicima na kamionima i/ili prikolicama te se raspršuje iznad tla. Veće površine moguće je prekriti i uz pomoć helikoptera. Takva primjena prikladna je i za sanaciju područja opustošenih požarom, gdje se može dodati i stabilizator koji će suzbiti razvoj neautohtonih vrsta. Hidrosjetva pruža modernu i praktičnu alternativu uobičajenim klasičnim postupcima zasijavanja.

## Prednosti
Najvažniji aspekti hidrosjetve su brzina zasijavanja, smanjenje ukupnih troškova te ušteda vremena. U procesu je moguće istovremeno izvršiti sjetvu, dodati gnojivo te tretirati nasade zaštitom od nametnika i oboljenja. Može se koristiti na različitim tipologijama tla i različitim nagibima terena - kosinama, ravnim površinama, parkovima, vrtovima, odlagalištima smeća.